# Otrocz
Otrocz – wieś w Polsce, położona w województwie lubelskim, w powiecie janowskim, w gminie Chrzanów.
| SIMC    | Nazwa          | Rodzaj    |
| ------- | -------------- | --------- |
| 0789312 | Dalekowice     | część wsi |
| 0789329 | Górka          | część wsi |
| 0789335 | Kolonia Otrocz | część wsi |

Wieś szlachecka Otrocze położona była w drugiej połowie XVI wieku w powiecie urzędowskim województwa lubelskiego. W latach 1975–1998 miejscowość administracyjnie należała do województwa tarnobrzeskiego. Według Narodowego Spisu Powszechnego (III 2011 r.) liczyła 568 mieszkańców i była drugą co do wielkości miejscowością gminy Chrzanów.

## Historia

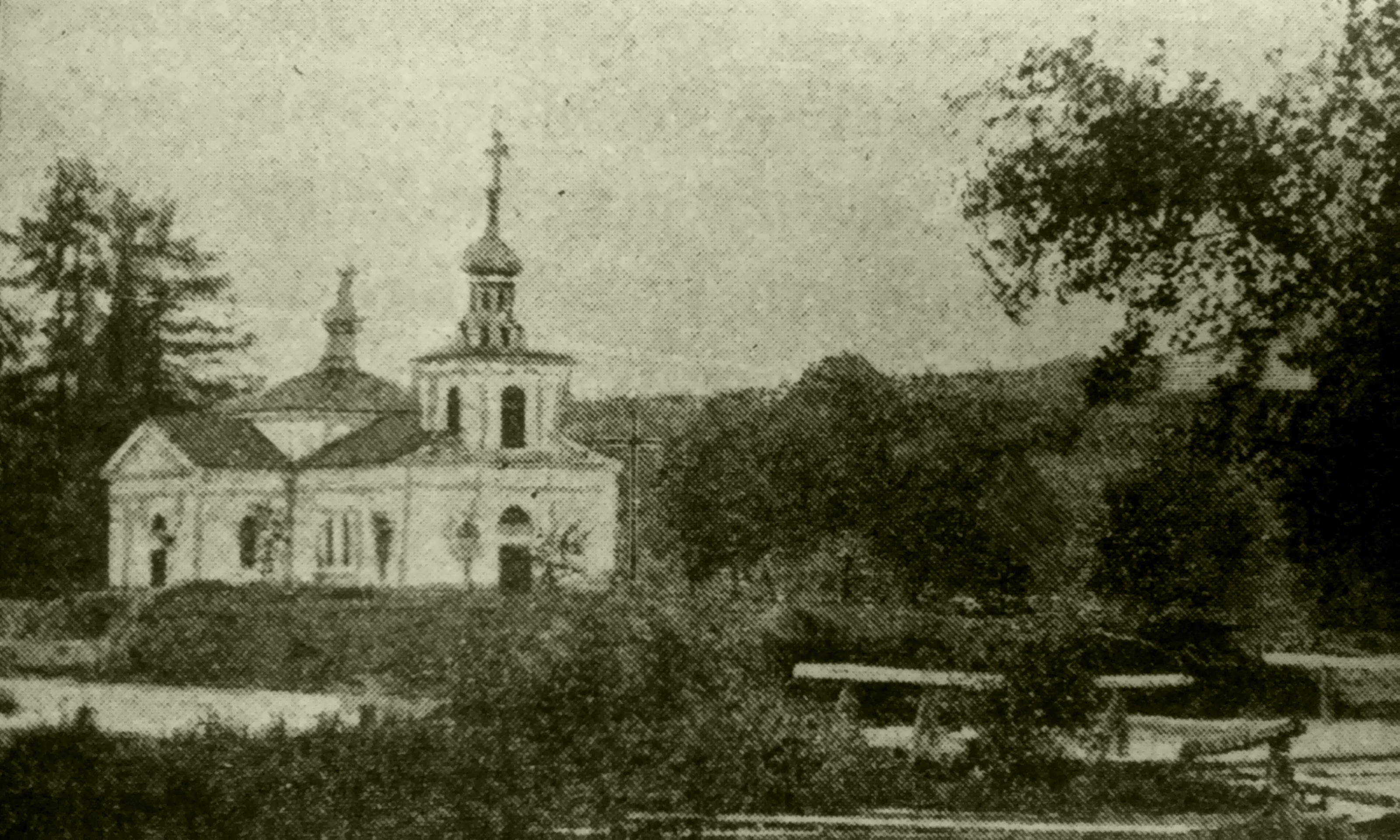
Cerkiew w Otroczu, obecnie kościół (widok z końca XIX w.)

W 1556 r. Stanisław Tęczyński powierzył wójtostwo i tym samym organizację wsi Chomie Leniowiczowi. Elementem osadniczym byli Rusini, pochodzący wedle różnych hipotez z pobliskiej Branwi, lub spod Smoleńska, skąd mieli zostać sprowadzeni w związku z rozwojem gospodarki drzewnej na tym terenie. Przed 1563 r. powstała parafia prawosławna. Kolejnymi właścicielami byli Olelkowicze-Słuccy i Radziwiłłowie. Od tych ostatnich w 1604 r. odkupił Otrocz kanclerz Jan Zamojski i włączył do swojej ordynacji. W wyniku unii brzeskiej w 1596 r. istniejącą parafię prawosławną zamieniono na katolicką obrządku greckiego. W I połowie XVII w. było w Otroczu 24 półłanki ziemi uprawnej, 9 zagród z rolami, 5 komornic, tkacz oraz kuźnica ordynacka. Miejscowym unitom ordynat zamojski ufundował w 1767 r. cerkiew. Pod koniec XVIII w. we wsi istniały trzy karczmy. Na początku XIX w. we wsi było 119 domów i 661 mieszkańców, z czego tylko 7 osób obrządku łacińskiego. Włościanie oprócz uprawy roli zajmowali się pszczelarstwem i wyrobem dziegciu. Podczas powstania styczniowego, 6 stycznia 1863 r., wojsko carskie zaatakowało tutaj oddział Marcina Lelewela-Borelowskiego. Decyzją carską zniesiono w 1875 r. unię kościelną, w wyniku czego unici otroccy musieli przejść na prawosławie. Większość pozostała przy tym wyznaniu mimo wydania ukazu tolerancyjnego w 1905 r. W okresie I wojny światowej duża część rodzin ewakuowała się do Rosji wraz z wycofującymi się wojskami. Powrócili oni po zakończeniu działań wojennych. W 1919 r. budynek cerkwi w Otroczu został zrewindykowany na rzecz Kościoła katolickiego, dzięki czemu erygowano parafię łacińską. Prawosławni, którzy przez cały okres międzywojenny domagali się jego zwrotu, miejsce kultu ulokowali początkowo w prywatnym budynku, a później zbudowali kaplicę, siedzibę etatowej parafii liczącej w 1923 1360 wiernych. W 1921 r. Otrocz liczył 157 domów i 940 mieszkańców, z czego 299 katolików, 613 prawosławnych i 28 mozaistów. Za Polaków uważały się 343 osoby, za Rusinów (Ukraińców) 309, 17 za Żydów, zaś 271 osób podało narodowość białoruską. Miejscowa ludność posługiwała się lokalną gwarą, mieszkanką języka polskiego, ukraińskiego i rosyjskiego, określaną przez nich samych jako język ruski. Znali również język polski. Otrocz był jedyną w powiecie janowskim miejscowością zamieszkiwaną przez Ukraińców. 
W okresie dwudziestolecia międzywojennego powstało kółko rolnicze i Koło Młodzieży Wiejskiej Siew.
Po wybuchu II wojny światowej Niemcy, początkowo sprzyjający Ukraińcom, oddali we władanie prawosławnych kościół. Za pomoc jeńcom rosyjskim okupanci spacyfikowali wieś 14 października 1942 r, zabijając 21 osób (w tym ks. A. Padzińskiego). W okresie całej wojny śmierć z ręki niemieckich okupantów i sowieckiego NKWD poniosło 58 osób. W marcu 1944 r. w Otroczu i okolicznych wsiach zatrzymała się dywizja partyzantki ukraińskiej oraz oddziały BCh i AL. Została ona zaatakowana przez Niemców, którzy ponieśli duże straty. W latach 1945–1946 prawosławnych mieszkańców Otrocza przesiedlono na Ukrainę. Po wielu perypetiach trafili oni na tereny Wołynia, w okolice Łucka i Włodzimierza do utworzonych tam kołchozów. W Polsce pozostało jednak 7 rodzin. Z biegiem czasu uległy one polonizacji i przeszły na katolicyzm. Opuszczone gospodarstwa objęli mieszkańcy z okolicznych wsi – Chrzanowa i Zdziłowic.
W 1945 r. powstała straż pożarna, w 1963 r. nastąpiła elektryfikacja, w 1972 r. założono wodociąg, następnie przeprowadzono telefonizację i wybudowano nową szkołę.